# Michelle Jenner
Michelle Jenner Husson (Barcellona, 14 settembre 1986) è un'attrice spagnola.

## Biografia
Nata a Barcellona da una famiglia di artisti (madre attrice e ballerina, padre doppiatore), inizia da bambina a frequentare gli studi di doppiaggio tanto da diventare la voce spagnola del personaggio di Hermione Granger nei primi quattro film dedicati a Harry Potter, e la voce di Giosué da bambino in La vita è bella.
In seguito fa delle partecipazioni a diverse serie televisive e video musicali; dopo la laurea si trasferisce a Madrid per interpretare il ruolo di Sara Miranda nella serie Los hombres de Paco, grazie al quale ottenne molta visibilità e diversi servizi fotografici su vari periodici.
Sempre alternandosi tra cinema e televisione, ottiene il ruolo della regina Isabella di Castiglia nella serie televisiva omonima, che nell'autunno 2018 è stata anche trasmessa sul canale italiano Rai Premium. Nel 2020 entra nel cast della serie TV La cuoca di Castamar.

## Vita privata
Nel 2019 ha avuto un figlio con il compagno Javier García.

## Filmografia parziale

### Attrice

#### Cinema
- Faust (Faust: Love of the Damned), regia di Brian Yuzna (2001)
- Nubes de verano, regia di Felipe Vega (2004)
- Íntimos y extraños. 3 historias y 1/2, regia di Ruben Alonso (2008)
- Spanish Movie, regia di Javier Ruiz Caldera (2009)
- Circuit, regia di Xavier Ribera (2010)
- No tengas miedo, regia di Montxo Armendáriz (2011)
- Extraterrestre, regia di Nacho Vigalondo (2011)
- Todas las mujeres, regia di Mariano Barroso (2013)
- Open Windows, regia di Nacho Vigalondo (2014)
- La corona partida, regia di Jordi Frades (2016)
- Tenemos que hablar, regia di David Serrano (2016)
- Julieta, regia di Pedro Almodóvar (2016)
- I nostri amanti (Nuestros amantes), regia di Miguel Ángel Lamata (2016)
- En tu cabeza, regia collettiva (2016)
- Gun City (La sombra de la ley), regia di Dani de la Torre (2018)
- Miamor perdido, regia di Emilio Martínez Lázar (2018)
- Bird Box Barcellona (Bird Box Barcelona), regia di Álex Pastor e David Pastor (2023)
- Ocho apellidos marroquís, regia di Álvaro Fernández Armero (2023)

#### Televisione
- El cor de la ciutat – serie TV, 4 episodi (2001-2002)
- Los hombres de Paco – serie TV, 111 episodi (2005-2021)
- La princesa de Èboli – miniserie TV, 2 puntate (2010)
- Isabel – serie TV, 39 episodi (2012-2014)
- La cattedrale del mare – serie TV, 4 episodi (2018)
- La cuoca di Castamar (La cocinera de Castamar) – serie TV, 12 episodi (2021)
- Gli eredi della terra – serie TV, 2 episodi (2022)
- Berlino (Berlín) – serie TV, 8 episodi (2023)

### Doppiatrice
- Le avventure di Taddeo l'esploratore (Las aventuras de Tadeo Jones), regia di Enrique Gato (2012)
- Goool! (Metegol), regia di Juan José Campanella (2013)
- Mike sulla Luna (Atrapa la bandera), regia di Enrique Gato (2015)
- Ozzy - Cucciolo coraggioso (Ozzy), regia di Alberto Rodríguez e Nacho La Casa (2016)
- Taddeo l'esploratore e il segreto di re Mida (Tadeo Jones 2: El secreto del rey Midas), regia di Enrique Gato e David Alonso (2017)

## Doppiatrici italiane
Nelle versioni in italiano delle opere in cui ha recitato, Michelle Jenner è stata doppiata da:
- Joy Saltarelli in Isabel
- Letizia Scifoni in Julieta
- Valentina Mari in Gun City
- Giulia Franceschetti in La cattedrale del mare
- Martina Felli in Bird Box: Barcellona
- Anna Charlotte Barbera in La cuoca di Castamar
- Rossa Caputo in Berlino

Da doppiatrice è sostituita da:
- Alessia Amendola in Le avventure di Taddeo Jones
- Francesca Manicone in Goool!